# Occultfest
Occultfest is een Nederlands hardrock- en metalfestival dat elk jaar gehouden wordt in Hoogeveen.

## Geschiedenis
Occultfest werd voor het eerst georganiseerd in 2002. In dit jaar en het daaropvolgende jaar werd Occultfest gehouden als een besloten feest. Vanaf 2004 is Occultfest voor iedereen toegankelijk en loopt het bezoekersaantal gestaag op. In 2008 trok Occultfest 1100 bezoekers. De focus ligt sinds het begin op hardrock en heavy metal. Sinds het begin is het een non-profit initiatief van de Stichting Occultfest die ondersteund wordt door de provincie Drenthe als cultureel festival en totaal draait op vrijwilligers.

## Festival
Het festival wordt georganiseerd in het eerste weekend van september. Naast de bekendere bands treden er ook minder bekende bands op. De locatie is al sinds de eerste versie het terrein aan de Wijsterseweg, gelegen in de nabijheid van een camping waar veel festivalgangers overnachten. De hoofdlocatie staat bekend als de "festivalweide" waar de grotere acts optreden. Op het open terrein zijn twee podia aanwezig.

## Line-ups
| Jaar | Bands |
| ---- | --- |
| 2002 | Absorbed - No Denial - AliennatioN - Among the Living - Grindminded - Nuisance - Drachel - Iconoclast |
| 2003 | Altar - Monolith Deathcult - I.N.R.I - To Elysium - Inger Indolia - AliennatioN - Cerebral Tumor - Antisoma - Frusthatred - Chain - Last Decision - Morte Aeterna - Bornsuspicous - Blood Bastard                                                                                   |
| 2004 | God Dethroned - Pleurisy - Mortuary I.O.D. - Katavalk - Massive Assault - Unauthorized - Devious - Makiladoras - Vortex - C of E - As It Burns - Methusalem - Morning - Black Rodeo                                                                                                 |
| 2005 | Holy Moses - Accelerate - Annatar - Carnal Leftovers - Total Desaster - Enraged - Izegrim - Love Bite - Nuestros Derechos - Pulverizer - Screamin' Deamon - See My Solution - Slechtvalk - Toxocara                                                                                 |
| 2006 | The Lucifer Principle - Stormrider - Snakes & Sirens - Sinister - Serenade of Darkness - Salacious Gods - Portall - Monastery - Mindscan - Esker - Engine of Pain - Eluveitie - Elexorien - Contradiction                                                                           |
| 2007 | 5 Shots of Whiskey - Another Messiah - Apocrypha - Burning Hatred - Carach Angren - Deluzion - Detonation - Inhume - Myrkvar - One Bullet Left - Pentacle - Snaggletoöth - Staal - The 8th Sin - X-tinxion                                                                          |
| 2008 | Bobby Kingsize - Buttbugs - Carach Angren - Context - Deadcell - Fuelblooded - Fullfilled - Gheestenland - Goddess of Desire - Hammer of Justice - Heavy Lord - Invisius - Lyfthrasyr - Martyr - Massive Assault - Mytholic - Symphony of Destruction - Tarball                     |
| 2009 | Angeli Di Pietra - Autumn - Chainsaw - Dying Flame - Erebus - Grindfuckers - Fenris - Grindminded - Heidevolk - Houwitser - Kudra Mata - Mygirlfriendismyweapon - Murder Manifest - Nervecell - Noir - Posthuman - Symphony of Destruction                                          |
| 2010 | Chain of Dogs - Deadbeat - Hammer of Justice - Soulbourn - Zonaria - A New Dawn - Always Fallen - Ceremony Of Opposites - Cirrha Niva - Buttbugs - Dead Head - Divine Sins - Grindpad - Izegrim - Mother of Sin - Insatiable - Onheil - Slechtvalk - The 101's - The Dead Normality |
| 2011 | Solidary Trust - Kowai - Helstar - Hymir - Vicious Rumors - State of Negation - Magion - Tribal Spirits - PPTA - Involved - Natan - Seita - Scenario II - Visionary666 - Ethereal - The Oath - Vanderbuyst - Onslaught - Deadcell                                                   |